# Cis polypori
Cis polypori es una especie de coleóptero de la familia Ciidae.

## Distribución geográfica
Habita en Japón.